# 佐藤友里
佐藤 友里（さとう ゆり、1986年8月20日 - ）は、日本のAV女優。
マークスジャパン所属。
趣味、特技は、テニス、お菓子作り、ピアノ。

## 略歴
橋岡麻衣の名義でも活動していた。
2006年に『新人 橋岡麻衣』(2006年12月16日、マキシング)でAVデビューを果たした。

## 作品

### 橋岡麻衣名義
- 新人 橋岡麻衣（2006年12月16日、マキシング）
- インテリ変態女子大生痴態 橋岡麻衣（2007年1月16日、マキシング）
- 変態国際交流会 橋岡麻衣（2007年2月16日、マキシング）
- 橋岡麻衣×ザーメンSP（2007年4月16日、マキシング）
- MAXING 半期ベスト完全保存版（2007年5月1日、マキシング）
- 橋岡麻衣×インテリ巨乳SP（2007年5月16日、マキシング）
- 橋岡麻衣 the best（2007年6月16日、マキシング）
- 騎乗位革命（2007年12月16日、マキシング）
- この3Pがスゴイ!（2008年1月16日、マキシング）
- この電マがスゴイ!（2008年6月16日、マキシング）
- このオッパイがスゴイ!（2008年9月16日、マキシング）
- この顔射がスゴイ!（2009年7月16日、マキシング）総集編…共演:みひろ、葵ぶるま、大沢かな、吉沢明歩、かすみ果穂、冴嶋ゆき、間宮怜子、一色さくら、紺野美奈子、広田さくら、糸矢めい、向坂美々、三浦亜沙妃、衣川由衣
- 本気（マジ）イキコレクション 8時間（2009年9月16日、マキシング）
- MAXING GIRLS COLLECTION このぷるるん美乳がたまらない!（2009年9月16日、マキシング）

### 佐藤友里名義
- Gカップモデルの絶頂FUCK 佐藤友里（2007年11月25日、BEAUTY）
- エキサイト エアーセックス（2007年12月1日、NIRVANA）
- 爆乳BUSTERS（2008年1月1日、アイデアポケット）
- KANOJO（2008年2月25日、大洋図書）
- 教授と生徒 6 ゆり（2008年5月9日、アップス）
- エッチなカラダの巨乳三姉妹（2008年7月4日、V&Rプロダクツ）
- S-BODY Factory 2枚組8時間（2008年7月25日、TMA）
- IDEAPOCKET 上半期傑作集2008（2008年9月1日、アイデアポケット）